# Leichtathletik-Weltmeisterschaften 2022/Teilnehmer (Eritrea)
| Gelbes Symbol für Goldmedaillen mit stilisierten Olympischen Ringen | Graues Symbol für Silbermedaillen mit stilisierten Olympischen Ringen | Braundes Symbol für Bronzemedaillen mit stilisierten Olympischen Ringen |
| ------------------------------------------------------------------- | --------------------------------------------------------------------- | ----------------------------------------------------------------------- |
| —                                                                   | —                                                                     | —                                                                       |

Der Leichtathletikverband von Eritrea nahm an den Leichtathletik-Weltmeisterschaften 2022 in Eugene teil. Neun Athletinnen und Athleten wurden vom eritreischen Verband nominiert.

## Ergebnisse

### Frauen

#### Laufdisziplinen
| Athletin     | Disziplin | Vorlauf      | Vorlauf | Halbfinale | Halbfinale | Finale             | Finale             |
| Athletin     | Disziplin | Zeit         | Platz   | Zeit       | Platz      | Zeit               | Platz              |
| ------------ | --------- | ------------ | ------- | ---------- | ---------- | ------------------ | ------------------ |
| Rahel Daniel | 5000 m    | 15:31,03 min | 17      |            |            | nicht qualifiziert | nicht qualifiziert |
| Rahel Daniel | 10.000 m  |              |         |            |            | 30:12,15 min NR    | 5                  |
| Dolshi Tesfu | 10.000 m  |              |         |            |            | 31:49,29 min       | 18                 |
| Nazret Weldu | Marathon  |              |         |            |            | 2:20:29 h NR       | 4                  |

### Männer

#### Laufdisziplinen
| Athlet               | Disziplin        | Vorlauf        | Vorlauf | Halbfinale | Halbfinale | Finale             | Finale             |
| Athlet               | Disziplin        | Zeit           | Platz   | Zeit       | Platz      | Zeit               | Platz              |
| -------------------- | ---------------- | -------------- | ------- | ---------- | ---------- | ------------------ | ------------------ |
| Merhawi Mebrahtu     | 5000 m           | 13:24,89 min   | 17      |            |            | nicht qualifiziert | nicht qualifiziert |
| Habtom Samuel        | 10.000 m         |                |         |            |            | 28:01,81 min       | 17                 |
| Goitom Kifle         | Marathon         |                |         |            |            | 2:11:10 h SB       | 22                 |
| Oqbe Kibrom Ruesom   | Marathon         |                |         |            |            | 2:09:02 h          | 16                 |
| Hiskel Tewelde       | Marathon         |                |         |            |            | 2:15:01 h SB       | 44                 |
| Yemane Haileselassie | 3000 m Hindernis | 8:18,75 min SB | 8       |            |            | 8:29,40 min        | 7                  |